# Ruisseau de la Coume de Varilhes
Ruisseau de la Coume de Varilhes – potok w Pirenejach Wschodnich. Administracyjnie położony jest we Francji, w departamencie Ariège, w gminie Aston. Ma długości 4,1 km. Stanowi lewy dopływ potoku Aston. 

## Geografia
Rzeka ma swoje źródła w Pirenejach Wschodnich – nieco na północ od szczytu Pic de la Coma de Varilles (2755 m n.p.m.), na północny wschód od Pic de Ransol (2733 m n.p.m.), natomiast na zachód od jeziora Étang de la Coume de Varilhes. Prawie cały bieg rzeki jest ukierunkowany na północny wschód; jedynie w końcowym biegu płynie ona na północ. Uchodzi do potoku Aston. Ruisseau de la Coume de Varilhes na całym swoim odcinku płynie na terenie jednej gminy – Aston. Ma kilka krótkich dopływów, między innymi Ruisseau de la Coume d’Enfer (prawy).